# Anne Pirson
Anne Pirson (Dinant, 2 februari 1977) is een Belgisch politica voor Les Engagés.

## Biografie
Pirson behaalde in 2000 het diploma van journaliste aan de hogeschool IHECS. In 2001 ging ze aan de slag als journaliste bij de lokale zender Matélé en van 2014 tot 2018 was ze er hoofdredacteur.
In 2018 stapte ze in de politiek en werd ze als onafhankelijke verkozen in de gemeenteraad van Ciney. Sinds december 2018 is ze eerste schepen van de stad. In juni 2022 trad Pirson toe tot de partij Les Engagés.
Bij de federale verkiezingen van juni 2024 werd ze vanop de tweede plaats van de Naamse kieslijst van deze partij verkozen tot lid van de Kamer van volksvertegenwoordigers.